# بيل بوين
بيل بوين (بالإنجليزية: Bill Bowen)‏ هو سياسي أمريكي، ولد في 29 يناير 1929 في سينسيناتي في الولايات المتحدة، وتوفي في 22 أبريل 1999 في كولومبوس في الولايات المتحدة. حزبياً، نشط في الحزب الديمقراطي.